# Посьолок
Посьолок (на руски: посёлок) е вид населено място в Русия с аналози и в други държави от постсъветското пространство. Терминът няма точен превод на български език и обикновено (макар и неточно) се превежда като селище или населено място.

## Русия
В отличие от другите видове населени места може да бъде от селски или градски тип. Съответно в демографската статистика населението на посьолките от селски тип се счита за селско население, а на посьолките от градски тип – за градско население.
Има 3 основни вида посьолки:
- работнически селища (рабочие посёлки) – на територията им има промишлени предприятия, строежи, железопътни възли и други обекти; имат население не по-малко от 3 хил. души;
- курортни селища (курортные посёлки) – предназначени са за отдих и лечение; имат население не по-малко от 2 хил. души);
- вилни селища (дачные посёлки) – места за летен отдих на граждани, включват отделни вили (дачи).

Работническите и курортните селища често получават статут на селище от градски тип.
Съществуват и други видове населени места в Русия, които включват думата посьолок, но имат статут, различен от този вид:
- селище от градски тип (посёлок городского типа);
- селище от селски тип (посёлок сельского типа);
- гарово селище (посёлок при станции);
- котиджно селище (коттеджный посёлок) – крайградски или селски жилищен комплекс.

## Други страни
Доколкото терминът е използван в бившия Съветски съюз, то се среща и в някои държави, наследници на бившите съюзни републики на СССР, като Беларус (на беларуски: пасёлак), Украйна (на украински: селище) и Казахстан.